# جيري مونرو
جيري مونرو (بالإنجليزية: Gerry Monroe)‏ هو مغني بريطاني، ولد في 20 يناير 1933، وتوفي في 1 أكتوبر 1989.